# Jonna Adlerteg
Jonna Eva-Maj Adlerteg, née le 6 juin 1995 à Västerås, est une gymnaste artistique suédoise.

## Carrière
Elle remporte la médaille de bronze aux barres asymétriques aux Jeux olympiques de la jeunesse d'été de 2010 et la médaille d'argent aux Championnats d'Europe de gymnastique artistique féminine 2013.
En 2018, elle remporte la médaille d'argent au barres asymétriques aux Championnats d'Europe de gymnastique artistique féminine 2018.

## Palmarès

### Jeux Olympiques
- Jeux olympiques de la jeunesse 2010 à Singapour ( Singapour) :
  -  médaille de bronze aux barres asymétriques

### Championnats d'Europe
- Championnats d'Europe 2013 à Moscou ( Russie) :
  -  médaille d'argent aux barres asymétriques
- Championnats d'Europe 2018 à Glasgow ( Royaume-Uni) :
  -  médaille d'argent aux barres asymétriques